# 古巨龜
古巨龜（學名：Archelon ischyros），又名恐龜、帝龜、古海龜，模式種為“不朽古巨龜”，其学名Archelon出自希腊语，意思是“烏龜中的帝王”，是一屬已滅絕的巨型海龜，牠棲息於7000萬年前的中晚白堊紀的西部內陸海道，是當時的北美洲中央的一塊巨大的淺海區域。古巨龜是史上最大的龜類之一，其平均體長為4.1米（13.5呎）、鰭狀肢間距4.9米（16呎）、體重可達2.2 t（2.2 long ton；2.4 short ton），龜甲上有2.5或5 cm（1或2英寸）的脊骨凸起，

## 概述
古巨龜在晚白堊紀的數量非常之多，牠們擁有一個邊緣鋒利的喙，沒有牙齒，像一把磨光過的V形剪刀，能輕鬆切割水母、魷魚等表皮黏滑的海洋動物，也能切割漂浮在海面上的動物屍體、藻類植物，比牠小的各類海洋生物均能成為牠食譜的一部份。
除了在海床上冬眠以外，古巨龜在淺海就能自給自足的滿足一生需要，所以几乎不會潜入到深海水域。和现代海龟一样，古巨龜還会趁陸地是一片黑夜之时，爬上沙滩、迅速产卵并将其掩埋。
古巨龜并没有现代海龟的“純骨甲”，只是把“长出体外的肋骨”和“肋骨之間的膠質皮層”組合成一塊龜甲，在這塊龜甲上可能還覆盖着一些皮革表层或角质層來加固，不過，這依然導致牠的龜甲太軟、有太多孔隙、防御力有限，同樣棲息於西部內陸海道的大型滄龍超科、白堊尖吻鯊和劍射魚均能以古巨龜為食物來源。古巨龜屬於生態位的中層，也能反向捕食頂級掠食者的幼體。在白堊紀末滅絕事件發生時，古巨龜並沒有跟隨滄龍、翼龍、菊石一起迅速滅亡，其滅絕的真正原因可能來自於內陸海道的限縮、卵與幼體被更小的海洋動物捕食、以及驟降的氣溫所致，在古近紀初期因為不能適應新的環境而滅亡。
最大的帝龜化石是於1970年代在美國南達科他州的皮耳頁岩發現的，其長度可達460 cm（15英尺）、兩鰭肢之間寬400 cm（13英尺）、重量3噸。1970年代的這具化石曾被認為是地球最大的龜類，直到後來地紋駭龜被發現才打破牠的記錄。古巨龜因為沒有實體的龜甲，在以往被認為是現存稜皮龜的近親物種，但現今的研究表明：包括古巨龜在內的原蓋龜科的所有物種均屬於“獨立於現存海龜之外”的演化支，不僅和棱皮龜無關、和現代所有海龜類都不存在著進化關係。

## 外部連結
- The Giant Archelon Ischyros